# سینما عصر جدید
سینما عصر جدید (نام پیشین: سینما تخت جمشید) یکی از سینماهای قدیمی و مهم تهران بود که آغاز فعالیت آن به سال ۱۳۲۱ بازمی‌گردد.
سینما عصر جدید در ضلع شرقی تقاطع خیابان تخت جمشید با خیابان وصال شیرازی قرار داشت.

## تاریخچه
سینما تخت جمشید در سال ۱۳۲۱ برای نمایش فیلم به سربازان روس در ایران افتتاح شد. ساختمان سینما از علی اتحادیه (پدر منصوره اتحادیه) اجاره شد و مالکیت آن تا پیش از انقلاب ۱۳۵۷ چند بار دست به دست شد. در ۲۰ تیر ۱۳۵۷ این سینما به‌طور کامل تخریب و بازسازی شد و قرار بود که در سال ۱۳۵۷ با نام عصر جدید و نمایش فیلم دونده ماراتن افتتاح شود و پس از نمایش این فیلم به نمایش فیلم‌های والت دیسنی اختصاص یابد. در آن زمان هوشنگ کاوه، مالک سینما بود. سینما پس از انقلاب در سال ۱۳۵۸ با نمایش فیلم ظهور فاشیسم ساخته فلورستانو وانچینی بازگشایی شد. ساختمان این سینما تا سال‌ها مدرن‌ترین سینمای ایران بود.
عبدالله علیخانی با مشارکت محمدحسین فرح‌بخش در سال ۱۳۸۷ و ۱۳۸۸ با خرید این سینما مالکیت آن را به دست آوردند.

## سالن‌ها
سینما عصر جدید دارای ۳ سالن نمایش فیلم بود سالن شماره ۱ این سینما دارای ۶۰۰ صندلی مجهز به سیستم دالبی، سالن شماره ۲ دارای ۱۶۰ صندلی و سالن شماره ۳ دارای ۷۵ صندلی بود.
عبدالله علیخانی با مشارکت محمدحسین فرح‌بخش در سال ۱۳۸۷ و ۱۳۸۸ با خرید این سینما مالکیت آن را به دست آوردند.

## ویژگی‌ها
سینما عصر جدید دارای درجه کیفی ممتاز بود و به عنوان سینمایی هنری مطرح بوده‌است. این سینما از گروه سینماهای مطرح در جشنواره فیلم فجر بود.
در سینما عصر جدید معمولا فیلم‌های منتخب را نمایش می‌دادند و استاندارد بالاتری داشت. همچنین پیش از ورود اینترنت به ایران و فضای فرهنگی بست، این سینما دریچه‌ای برای تماشای فیلم‌های ساخته شده در خارج از ایران بود.
به گفته پرویز جاهد، منتقد سینمایی، سینما عصر جدید در دوره‌ای از تاریخ معاصر ایران، تنها امکان موجود برای تماشای فیلم‌های متفاوت و خوب هنری سینمای جهان بود.

## تعطیلی
سینما عصر جدید در تاریخ ۵ اسفند ۱۳۹۹ تعطیل شد. در اردیبهشت ۱۴۰۱ سازمان سینمایی کشور با انحلال و خاتمه فعالیت این سینما با موافقت کرد.